# Marthe Guillain
Marthe Guillain (1890-1974) foi uma pintora belga.

## Biografia
Guillain nasceu em 1890 em Charleroi, na Bélgica. Ela foi aluna de Henry Leonardus van den Houten e foi casada com o pintor Médard Maertens. Ela viajou para Istambul, Paris e para o Congo Belga. Ela foi membro do Salon d'Automne.
Guillain morreu em 1974 em Watermael-Boitsfort, Bélgica. O seu trabalho encontra-se na coleção dos Museus Reais de Belas Artes da Bélgica.